# Michael Andersson
Lars Tomas Michael Andersson (Höganäs, 4 de março de 1967) é um ex-ciclista sueco de ciclismo de estrada.
Em 1995, Andersson se profissionalizou e competiu até o ano de 2001. Competiu como representante de seu país, Suécia, nos Jogos Olímpicos de Verão de 1992, 1996 e 2000. Por três vezes venceu a competição Volta à Suécia.